# Čerčany
Čerčany es una localidad del distrito de Benešov en la región de Bohemia Central, República Checa, con una población estimada a principio del año 2018 de 2822 habitantes. 
Se encuentra ubicada al sureste de la región y de Praga, en la cuenca hidrográfica del río Sázava —un afluente derecho del río Moldava—, y cerca de la frontera con las regiones de Vysočina y Pilsen.